# Ayaria
Ayaria (también llamada Adjara o Adjaria)(en georgiano: აჭარა, Ach'araⓘ), oficialmente República Autónoma de Ayaria(en georgiano: აჭარის ავტონომიური რესპუბლიკა, Ach'aris Avt'onomiuri Resp'ublik'a), es una república autónoma de Georgia. Ayaria colinda con Turquía al sur y el mar Negro al oeste. Tiene una extensión de 2900 km² y una población de 333 953 habitantes (2014). Su capital y ciudad más poblada es Batumi, que sirve como un importante puerto y centro turístico.

## Historia

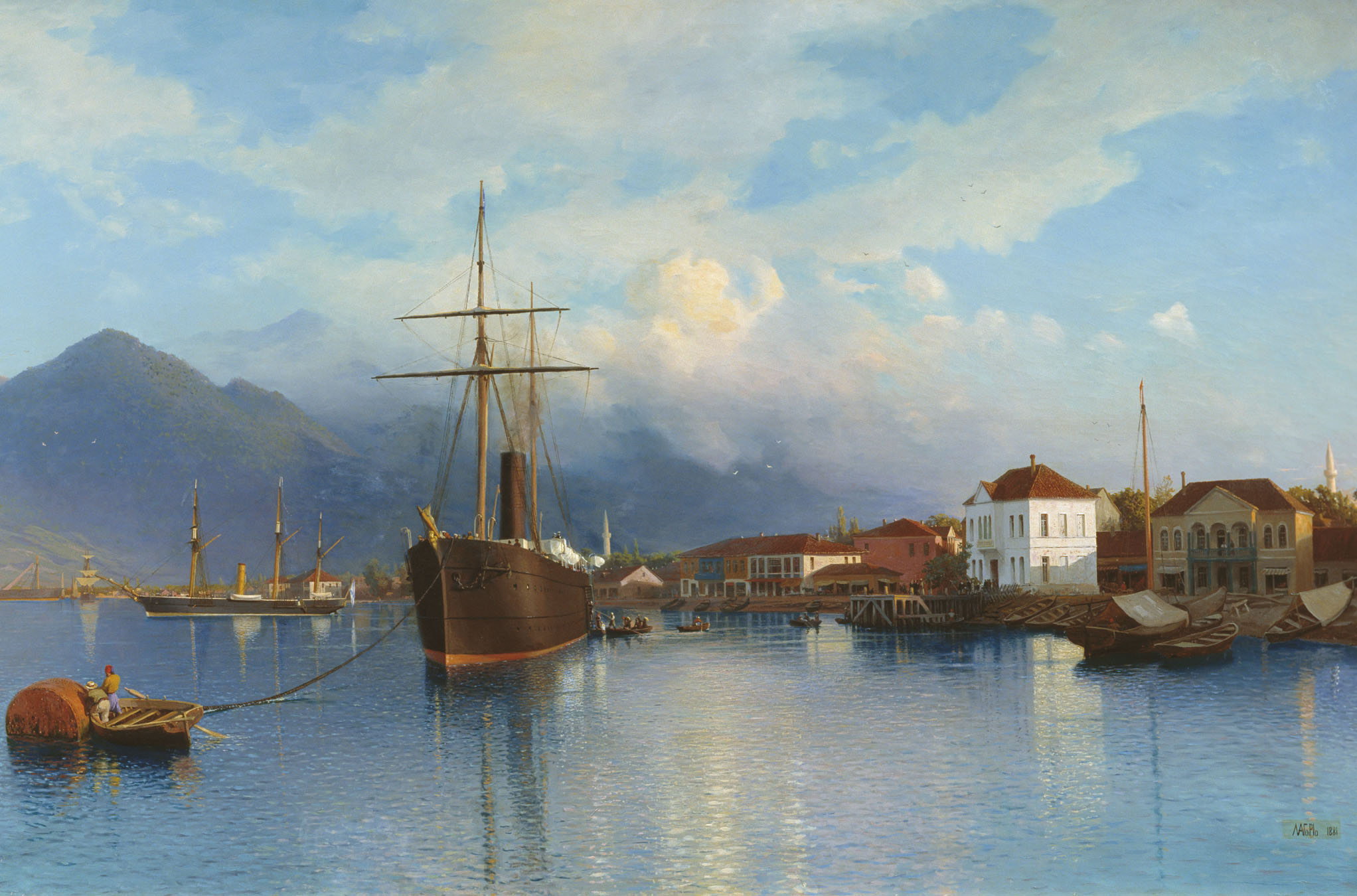
Batumi, obra de Lev Féliksovich Lagorio.

Ayaria formó parte de la Cólquida en la Antigüedad. Los griegos fundaron colonias en el siglo  V a. C.. La región cayó bajo el dominio romano en el siglo II a. C.. Luego estuvo integrada en el reino de Lázica antes de ser incorporada al reino unificado de Georgia en el siglo IX. Los turcos otomanos conquistaron el país en 1614. La islamización de su población se produjo a partir de entonces. Los otomanos tuvieron que ceder Ayaria al Imperio ruso en expansión tras la guerra ruso-turca de 1877-78.
Tras una ocupación temporal por tropas turcas y británicas en 1918-1920, Ayaria se convirtió en parte de la República Democrática de Georgia en 1920. Luego de un breve conflicto militar en marzo de 1921, Turquía cedió el territorio a Georgia en virtud del artículo VI del Tratado de Kars, con la condición de que la población musulmana gozase de un régimen de autonomía. La Unión Soviética instituyó la República Socialista Soviética Autónoma de Ayaria en 1921 de acuerdo con esta cláusula. Así Ayaria fue parte de la RSS de Georgia, pero con una considerable autonomía.
Tras la disolución de la URSS, Ayaria entró a formar parte de la nuevamente independiente República de Georgia, azotada por la división política, y consiguió mantenerse a salvo de la confrontación civil georgiana de 1991-1993 gracias al gobierno autoritario de su líder. 
Desde 1989, Aslan Abashidze, descendiente de una antigua familia feudal, gobernó la región con autonomía. Aliado a Gamsajurdia, logró mantenerse a la caída de este gracias a la protección rusa, que deseaba proteger su base militar de Batumi. Enfrentado con Shevardnadze en numerosas ocasiones, al final del periodo de este le apoyó contra sus rivales. Pero Shevardnadze fue derrocado en 2004, y el nuevo gobierno no tardó en enviar tropas a Ayaria. A cambio de ciertas seguridades y garantías Rusia facilitó su salida del país, en el cual se estableció un gobierno cercano al georgiano respetando hasta el momento la autonomía.

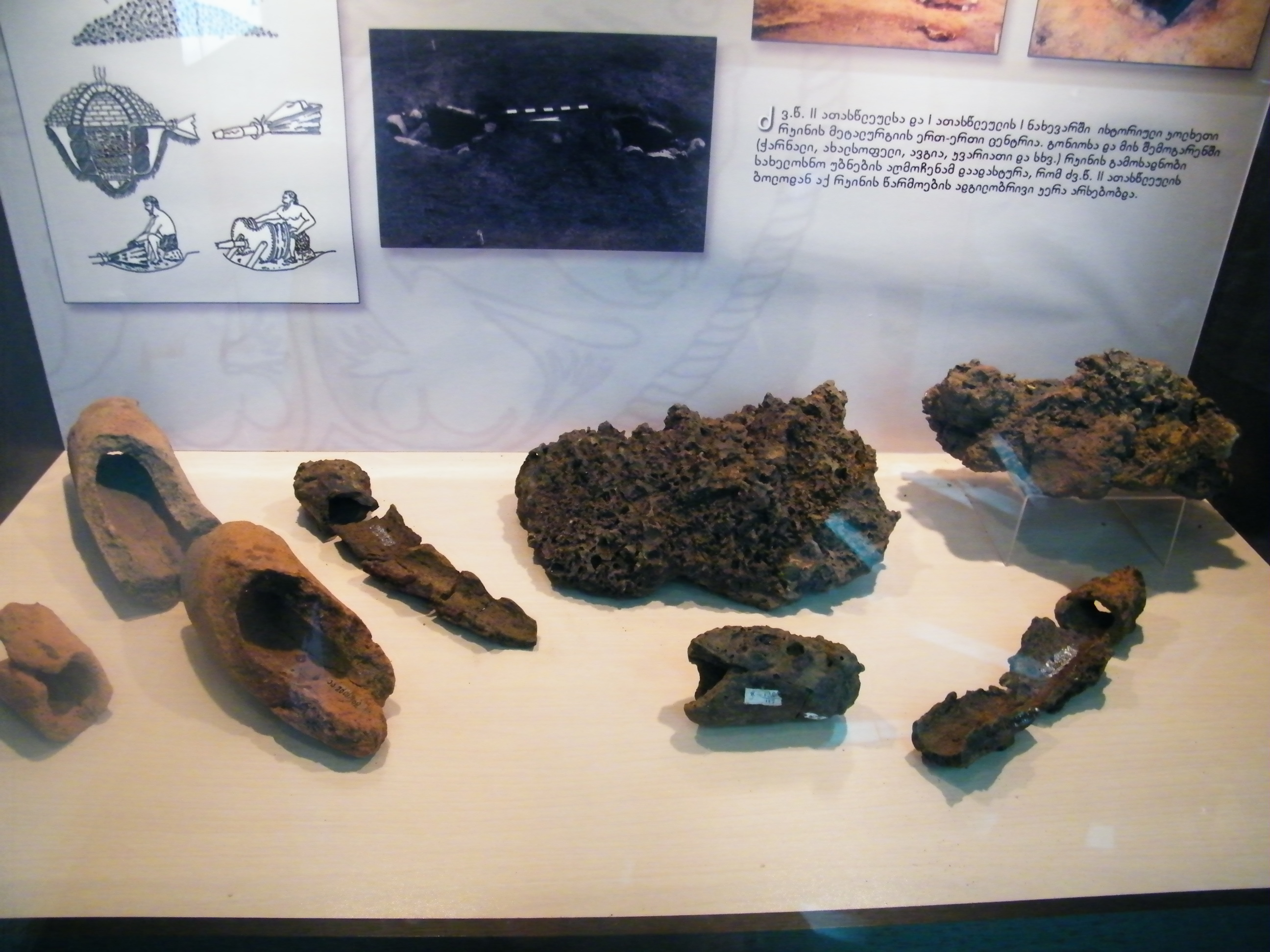
Artefactos de la cultura colquia en el museo de Gonio

### Épocas antigua y medieval
Las evidencias arqueológicas indican que el territorio de Adjara ha estado habitado desde la Edad Neolítica. La región fue ocupada primero por los Moskhs, una antigua tribu georgiana, y posteriormente se convirtió en una provincia de Cólquide entre los siglos vii y iii a. C. A finales del siglo IV a. C., una parte del área formó un condado (saeristavo) dentro del Reino de Iberia. En los siglos v y iv a. C., comerciantes griegos colonizaron las regiones costeras de Adjara, que luego pasaron a dominio romano. Bathus (actual Batumi) y Apsaros (moderna Gonio) fueron ciudades fortaleza prominentes durante ese período. Las excavaciones arqueológicas en Pichvnari, cerca de la actual localidad de Kobuleti, han revelado las ruinas de un antiguo poblado próspero.

Durante el siglo II d. C., Bathus sirvió como una importante base militar para las legiones romanas, mientras que Apsaros se hizo famosa por su teatro. La era cristiana temprana en Adjara está vinculada a figuras como San Andrés, San Simón el Cananeo y Matata. Se cree que San Matías está enterrado en la fortaleza de Gonio, cerca de Batumi. En el siglo II d. C., Adjara pasó a formar parte del reino de Lazica. Durante ese período, la fortaleza de Petra (Tsikhisdziri) desempeñó un papel clave en la Guerra Lázica entre los bizantinos y los persas, entre los años 542 y 562 d. C.

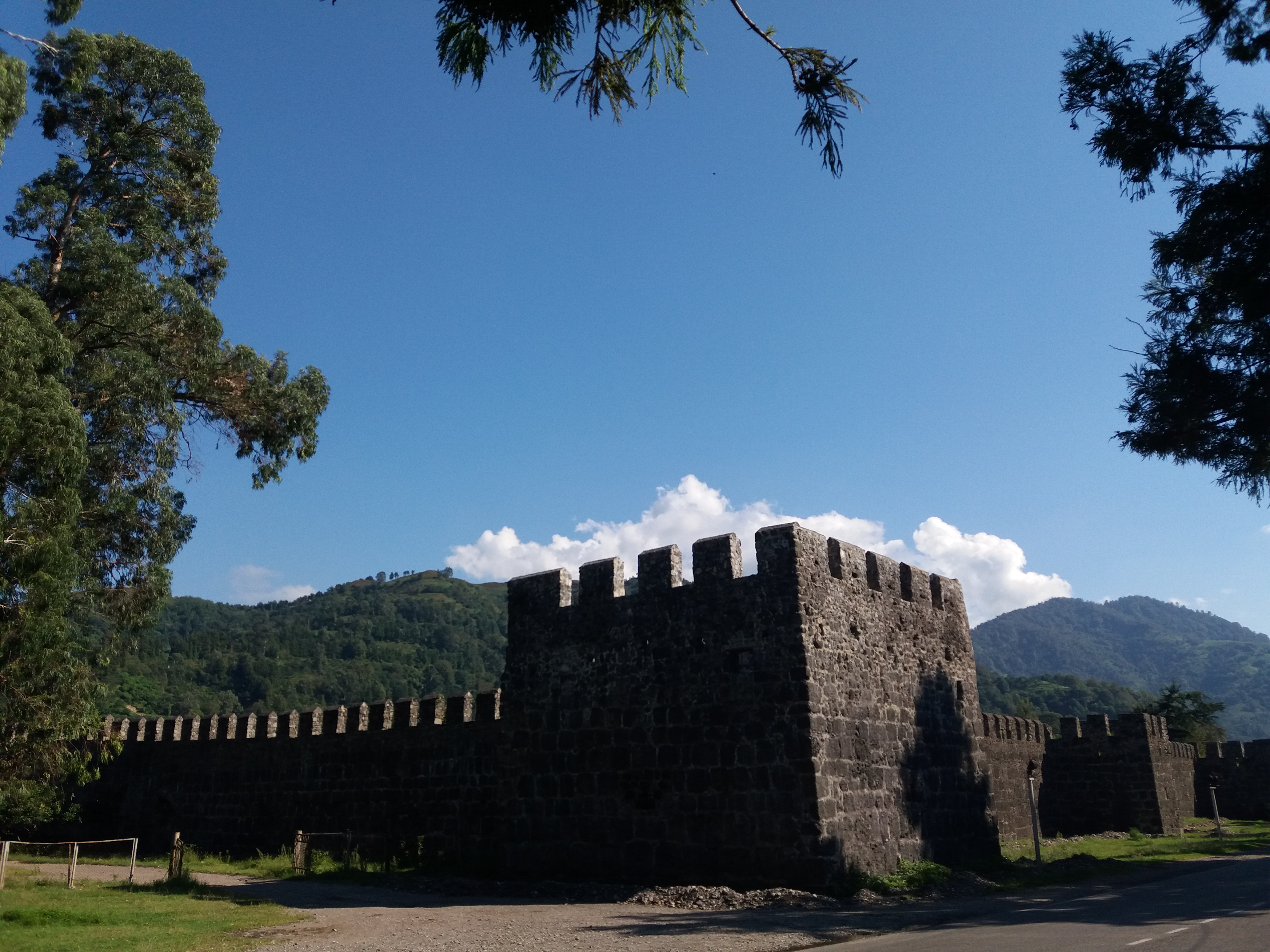
La Fortaleza de Gonio cuya primera edificación se inicio en el periodo del Imperio Romano

En el siglo IX, la región fue dividida entre dos estados georgianos: Tao-Klarjeti y el Reino de Abjasia. Durante el siglo XI, Adjara se integró al Reino Unido de Georgia y fue gobernada por los gobernantes de Samtskhe-Saatabago. La región enfrentó turbulencias en el siglo XI por las invasiones de los selyúcidas, y más tarde, en el siglo XIII, por los mongoles. Tras la disolución de la monarquía georgiana y los conflictos internos posteriores, Adjara cambió de manos varias veces hasta que se convirtió en parte del Principado de Guria en 1535. En esa época, los genoveses establecieron uno de sus "puestos comerciales" en el mar Negro en la ciudad fortificada de Gonio.

### Dominio Turco Otomano
En 1547, la provincia de Adjara cayó ante incursiones otomanas, lo que llevó a la captura de Batumi. En 1564, el príncipe Rostom Gurieli de Guria logró liberar la región, pero el dominio turco fue restablecido en 1582. El control volvió a cambiar en 1609 cuando el príncipe Mamia Gurieli tomó el control de Batumi, pero en 1614 Guria perdió la provincia ante los otomanos. Posteriormente, el área fue dividida en dos sanjak bajo la autoridad del Pachá de Childir (Akhaltsikhe). Muchos adjarianos buscaron refugio en otras partes de Georgia, mientras que aquellos que permanecieron fueron convertidos al islam.

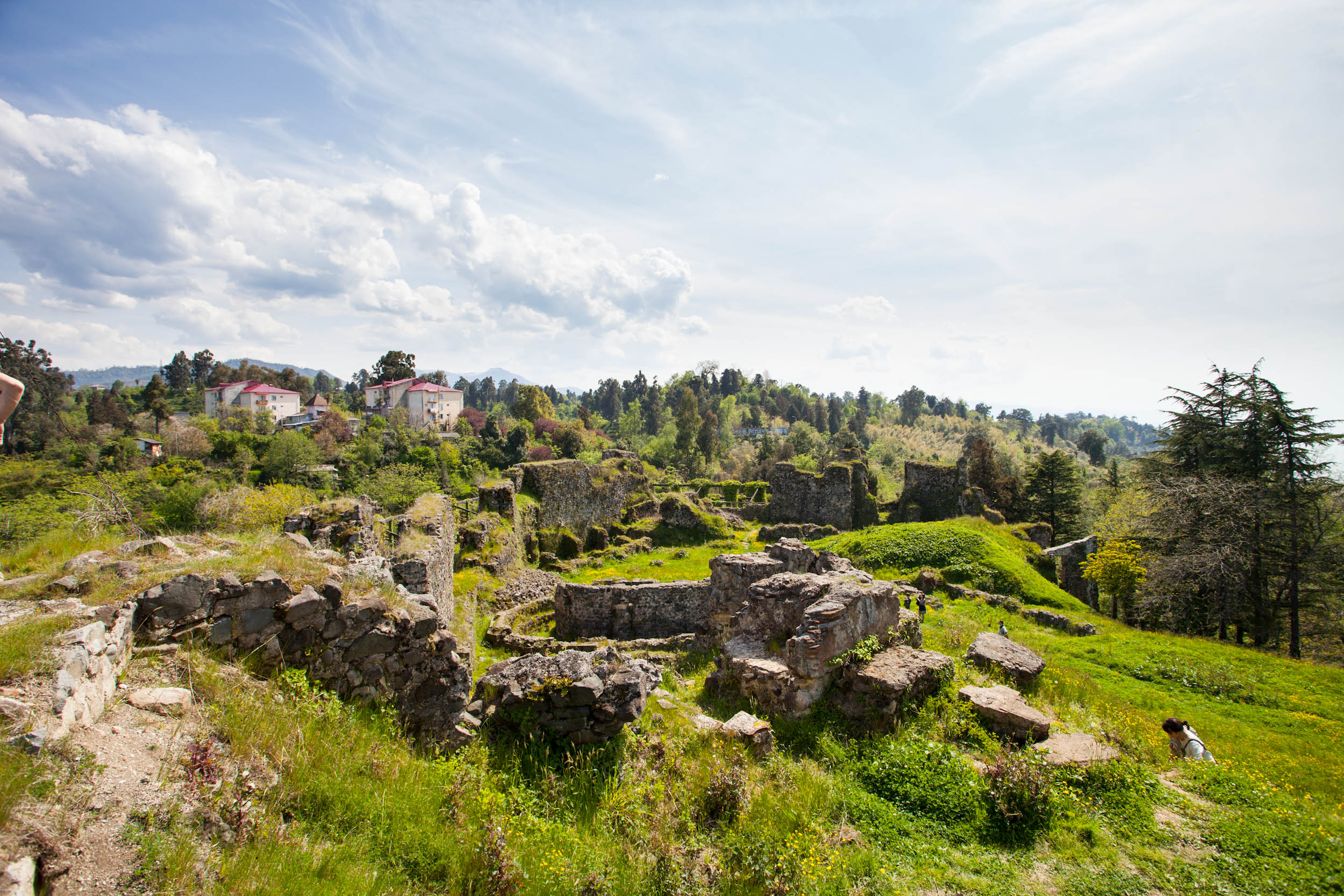
Ruinas del Castillo de Petra una antigua ciudad costera de la época del Imperio Bizantino

El control directo del Imperio otomano sobre Adjara fue limitado, y la nobleza musulmana georgiana local, incluida la familia Khimshiashvili, gobernó como beys semiautónomos. Sin embargo, este arreglo cambió con las reformas centralizadoras del tanzimat implementadas por el gobierno otomano alrededor de 1850. Estas reformas buscaban acercar más Adjara al dominio imperial y fueron resistidas tanto por la nobleza como por el campesinado. La nobleza resentía la pérdida de sus privilegios, mientras que los campesinos se oponían a los nuevos impuestos y a la conscripción en el ejército otomano.
Durante la década de 1840, la Sublime Puerta otomana tuvo que desplegar fuerzas importantes desde pachaliks vecinos para sofocar una rebelión liderada por Kor-Hussein Bey (Khimshiashvili). Tres levantamientos fueron derrotados en 1840, 1844 y 1846, y Kor-Hussein fue finalmente enviado como prisionero a Constantinopla. Entre los rebeldes estaba Hasan Hasbi, quien había sido enviado por el imán caucásico Shamil a Adjara en 1845. Buscaba voluntarios para apoyar la lucha contra el avance ruso en Daguestán y, tras la represión del levantamiento adjariano, logró escapar.
Durante la Guerra de Crimea (1853–1856) y la Guerra Ruso-Turca (1877–1878), miles de adjarianos fueron reclutados por el ejército otomano. Batumi fue parte significativa de la red defensiva del Imperio Otomano durante esta última guerra, albergando un ejército de 25.000 efectivos bajo el mando de Dervish-Pasha y barcos de guerra patrullando la costa del mar Negro. Los rusos intentaron desalojar a los turcos de las alturas de Mukhaestate el 14 de abril de 1877, pero el destacamento de Kobuleti, bajo el teniente general Oklobzhio, logró pocos avances. Los otomanos frustraron los intentos de avance de Oklobzhio durante los enfrentamientos en Tsikhisdziri y las colinas de Sameba, el 11 y 12 de junio. Sin embargo, en noviembre, cuando las tropas de Dervish Pasha se retiraron a Batumi tras la caída de Kars, y el destacamento de Ardahan del general Komarov avanzó hacia Batumi, Oklobzhio logró recuperar algunas posiciones. El ataque subsiguiente a Tsikhisdziri el 18 de enero de 1878 no tuvo éxito, y el alto al fuego posterior puso fin a las operaciones rusas contra Batumi.

### Dominio del Imperio Ruso

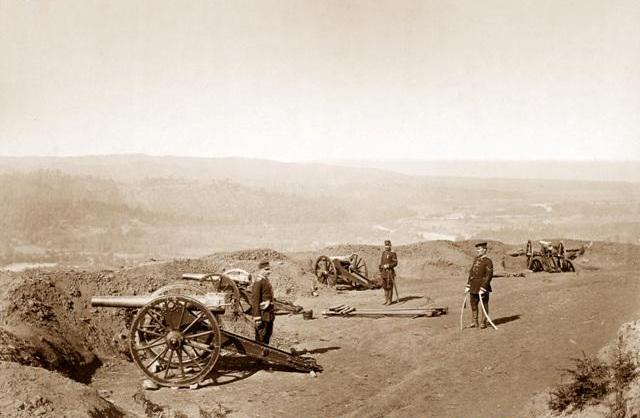
La 41.ª Brigada de Artillería rusa en Tsikhisdziri (una aldea costera ubicada en Adjara), durante la guerra ruso-turca de 1877–1878.

Adjara, conocida como Adjaristán durante el dominio turco, fue cedida al Imperio ruso el 3 de marzo de 1878. La transición trajo consigo cambios significativos en la región, particularmente en lo relativo al islam y la lealtad al poder imperial.
Ante la represión rusa contra el islam, un número considerable de musulmanes buscó refugio en Turquía mediante un proceso migratorio conocido como Muhajiroba. El Imperio otomano apoyó financieramente a una organización insurgente llamada Los Vengadores, la cual llevó a cabo intentos de asesinato contra oficiales rusos, funcionarios y colaboradores adjarianos.
Tras el Congreso de Berlín de 1878, Batumi, la capital regional, fue declarada puerto libre. Esta designación impulsó el crecimiento de Batumi como puerto marítimo e importante ciudad industrial hacia finales de la década de 1880. Su relevancia aumentó aún más a comienzos del siglo XX, cuando se conectó con los campos petroleros de Bakú mediante el oleoducto Bakú-Batumi y una línea ferroviaria. La importancia de Batumi quedó simbolizada por la partida del buque cisterna "Markus" el 22 de junio de 1892, el cual zarpó desde Batumi hacia Bangkok, Tailandia, convirtiéndose en el primer petrolero en atravesar el Canal de Suez.
Durante el dominio ruso, la región también fue escenario de agitación social durante la Revolución de 1905, con numerosas huelgas y represiones violentas en el óblast de Batum.

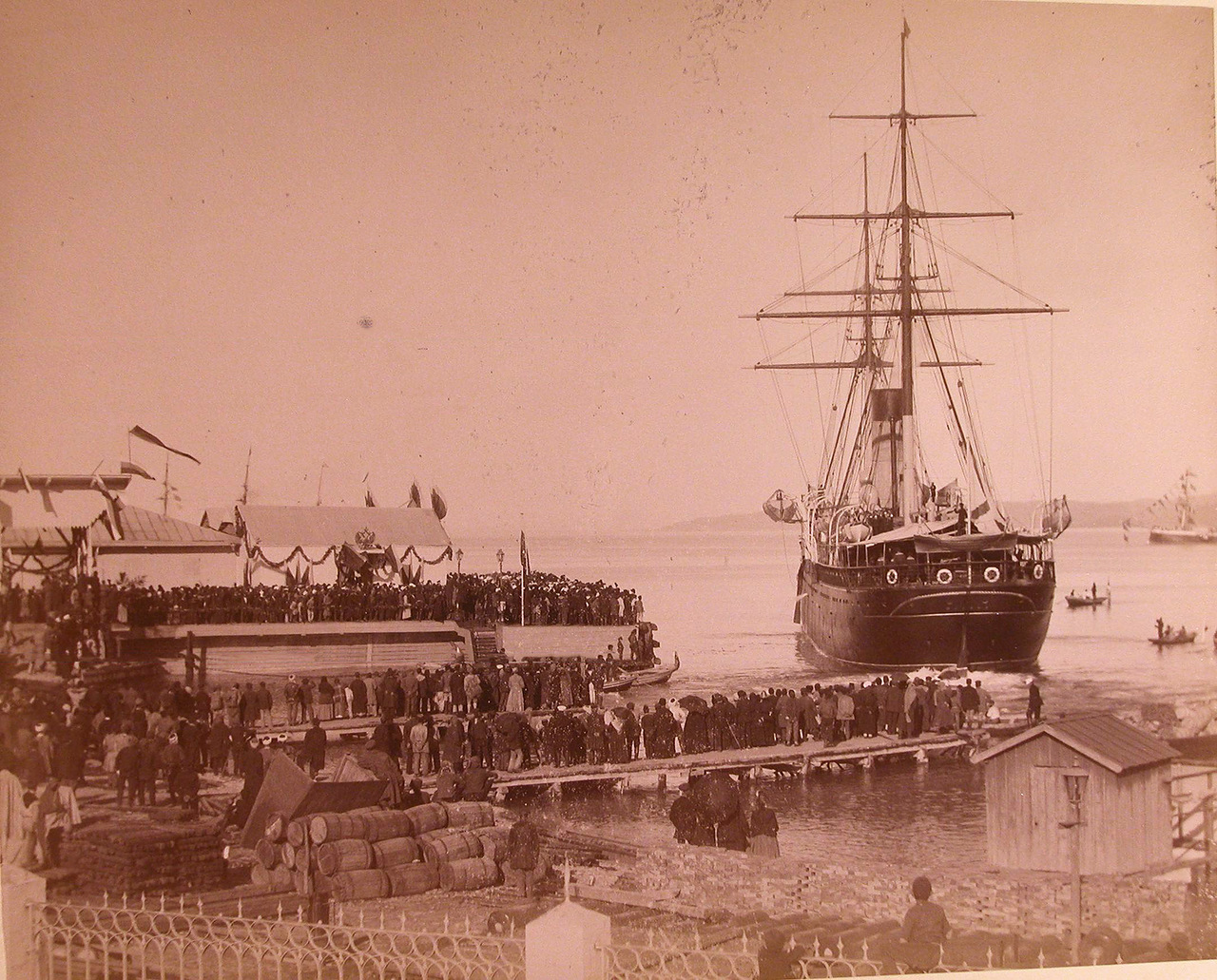
Recibimiento al Zar Alejandro III de Rusia en Batumi en 1888

Durante la Primera Guerra Mundial, adjarianos emigrados a Turquía (Muhajir) formaron una división dentro del ejército otomano. La 37.ª División Caucásica del Imperio otomano entró en Batum tras la evacuación de las fuerzas rusas el 14 de abril de 1918.
En 1915, como parte del conflicto en curso con el Imperio otomano, la administración rusa comenzó a deportar a musulmanes "refractarios" súbditos del imperio desde la región de Batumi hacia provincias interiores rusas. Intelectuales georgianos protestaron, alegando que los deportados no eran turcos sino adjarianos, "georgianos a pesar de su religión musulmana, y por tanto rusos leales". Una investigación exhaustiva, presidida por el Gran Duque Georgi Mikhailovich, confirmó la lealtad de los adjarianos, atribuyendo las acusaciones de deslealtad a cosacos y armenios que instigaban conflictos con los musulmanes locales. Finalmente, el Gran Duque Nikolái Nikoláevich se reunió con líderes adjarianos y les otorgó reconocimientos por su lealtad. La investigación concluyó el 26 de enero de 1918, tras la Revolución rusa de 1917.

### Breve Ocupación británica
El 12 de enero de 1919, las fuerzas expedicionarias británicas iniciaron su desembarco en Batumi para sustituir a las tropas turcas. Posteriormente, se estableció el Consejo para la Región de Batum, bajo el liderazgo del cadete ruso P. Maslov, como autoridad provisional de gobierno en Adjara desde el 21 de diciembre de 1918 hasta el 28 de abril de 1919.

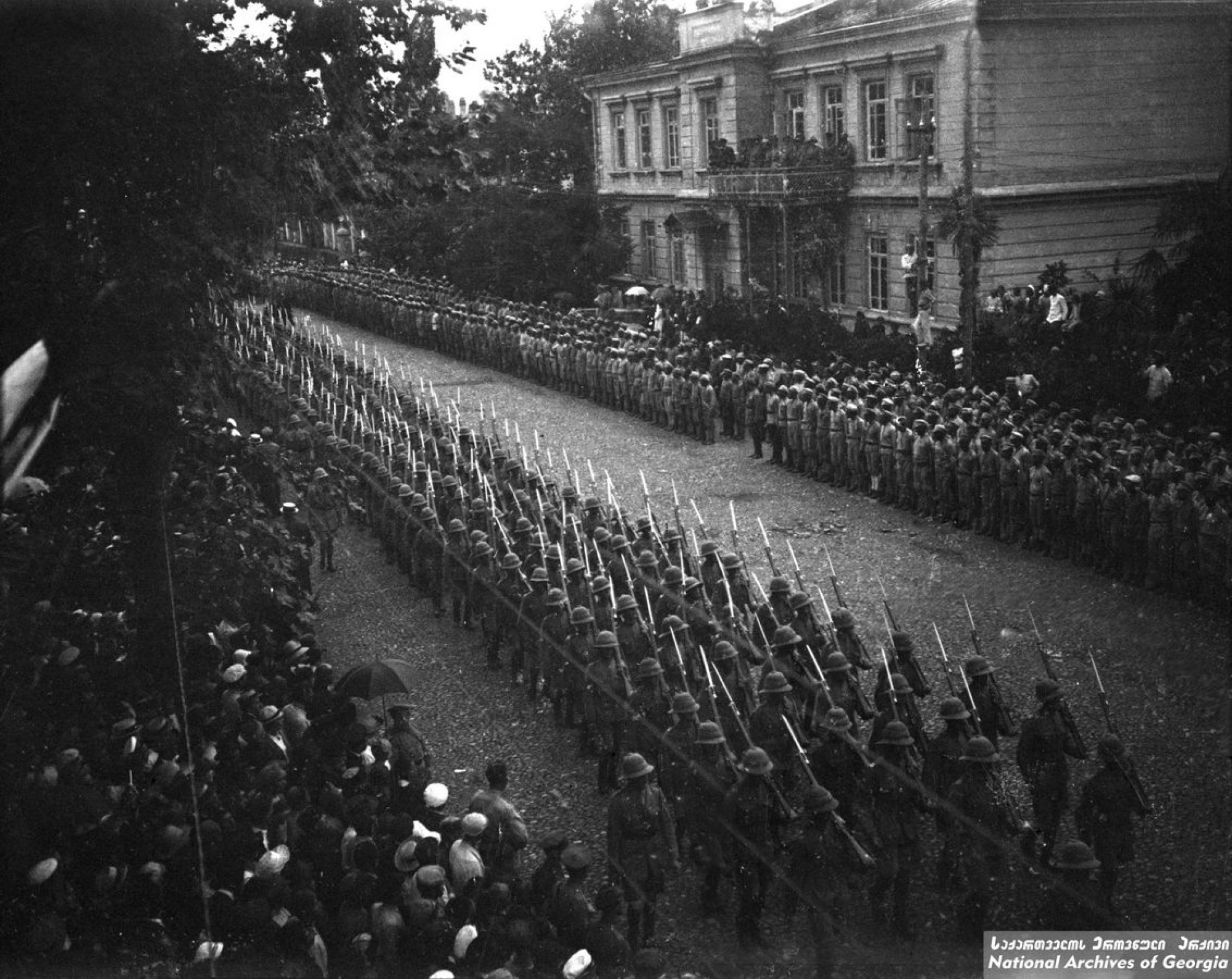
Desfile militar británico en Adjaria en 1920

Durante este periodo, el Comité para la Liberación de la Georgia Musulmana, encabezado por Memed Abashidze y Haidar Abashidze, promovió activamente el establecimiento de una autonomía basada en principios religiosos dentro de las fronteras de Georgia. Se convocó un parlamento prototipo conocido como Mejlís con este objetivo en Batumi el 13 de septiembre de 1919. Algunos adjarianos pro-georgianos apoyaron la autonomía, a pesar de que la facción de Abashidze defendía firmemente la unión con Georgia. Un grupo más pequeño, llamado Seday Mileth (en turco “voz del pueblo”), propagaba ideas pro-turcas y panturquistas.
La retirada de las tropas británicas del Cáucaso comenzó el 15 de agosto de 1919. El cuartel general de la división en Batumi transfirió entonces la autoridad al mayor general W. J. N. Cooke-Collis, gobernador militar de la región. Posteriormente, el 4 de marzo de 1920, Cooke-Collis asumió el mando de la Fuerza Interaliada estacionada en Batumi. No obstante, el 14 de julio de 1920, esta fuerza fue retirada por completo de la ciudad.

### República Democrática de Georgia (1920)
La administración británica cedió la región a la República Democrática de Georgia el 20 de julio de 1920. Posteriormente, bolcheviques y agentes rusos organizaron actos de sabotaje y terrorismo. En respuesta, el gobierno georgiano otorgó a Adjara un estatus autónomo en la constitución inaugural de la república, redactada inicialmente en julio de 1920 y adoptada formalmente durante la invasión del Ejército Rojo a Georgia el 21 de febrero de 1921.
“Abkhazeti (distrito de Estocolmo), el distrito musulmán georgiano (distrito de Batumi) y Zakatala (distrito de Zakatala), que son partes integrantes de la República de Georgia, gozarán de autonomía en la administración de sus asuntos.”  — Artículo 107, Constitución de Georgia
Durante la invasión soviética de Georgia, las fuerzas turcas ocuparon Batumi el 11 de marzo de 1921, pero fueron expulsadas siete días después por tropas georgianas bajo el liderazgo del general Giorgi Mazniashvili. El 19 de marzo se declaró el dominio soviético en Batumi. El estatus territorial de Adjara fue reconocido como parte de la República Socialista Soviética de Georgia en el Tratado soviético-turco de Kars, firmado el 16 de marzo de 1921.

### Período Soviético
La República Socialista Soviética Autónoma de Adjara fue proclamada por el gobierno soviético el 16 de julio de 1921, tras la cesión de la región por parte de Turquía a los bolcheviques. Esta cesión estuvo condicionada a la promesa de otorgar autonomía a la región, especialmente para los musulmanes adjarianos. El Tratado de Kars también estipuló que Turquía tendría acceso sin restricciones al puerto de Batumi.
“Que Turquía tenga garantizado el libre tránsito por el puerto de Batum para mercancías y todos los materiales destinados a Turquía o provenientes de ella, sin aranceles ni cargos, y con el derecho de utilizar el puerto de Batum sin tasas especiales.”  — Artículo VI.2, Tratado de Kars
La RSSA de Adjara fue la única autonomía soviética establecida en función religiosa en lugar de étnica. Sin embargo, esta distinción tuvo poca relevancia, ya que tanto el islam como el cristianismo fueron reprimidos durante el régimen de Stalin. En abril de 1929, campesinos musulmanes de las regiones montañosas de Adjara iniciaron un levantamiento armado contra la colectivización obligatoria y la persecución religiosa. Las tropas soviéticas fueron desplegadas y sofocaron rápidamente la revuelta. Como resultado, miles de adjarianos fueron deportados de la república.

### Bajo la Georgia Independiente (1991)
Tras la independencia de Georgia, Aslan Abashidze se convirtió en el presidente del parlamento de Adjaria, el Soviet Supremo de Adjaria. Abashidze fue inicialmente nombrado por el primer presidente georgiano Zviad Gamsakhurdia en 1991. Sin embargo, más tarde aprovechó la guerra civil en el país y convirtió a Adjara en su feudo personal, aunque siguió siendo un enclave relativamente próspero en un país por lo demás bastante caótico. Durante el golpe de estado georgiano de 1991-1992 que derrocó a Gamsakhurdia, Abashidze declaró el estado de emergencia en Adjara, cerrando sus fronteras y clausurando el Soviet Supremo de Adjaria. 
En respuesta a la presión de la oposición de Adjaria, liderada por el Partido Republicano de Georgia, el nuevo líder de Georgia, Eduard Shevardnadze, se reunió con Aslan Abashidze en Batumi y lo persuadió para que reanudara las sesiones del Soviet Supremo en mayo de 1992. Sin embargo, la oposición no logró derrocar a Abashidze. Aunque Shevardnadze podría haber influido fácilmente en ciertos miembros del Soviet Supremo de Adjaria contra Abashidze, no lo hizo. Habiendo llegado al poder a través del golpe lanzado por los líderes de la milicia Jaba Ioseliani y Tengiz Kitovani, Shevardnadze vio en Abashidze un contrapeso útil contra estos señores de la guerra.
Explotando aún más la inestabilidad, en este momento provocada por la Guerra de Abjasia, Abashidze procedió a consolidar aún más su poder. Durante el verano de 1992, Abashidze nombró un Presidium de siete miembros para el Soviet Supremo de Adjaria, compuesto por sus partidarios, y gobernó por decreto a través de este organismo. El Soviet Supremo, por su parte, prácticamente dejó de reunirse. Abashidze tomó el poder unilateralmente sin acuerdo formal y comenzó a retener los ingresos fiscales y a apropiarse de la considerable riqueza de Adjara. Sin embargo, logró evitar que varios grupos paramilitares entraran en el territorio de Adjara y preservó la paz a través del autoritarismo, lo que le valió una considerable popularidad.

Tras el fin de la guerra civil de Georgia, Abashidze llegó a un acuerdo con el presidente georgiano Eduard Shevardnadze para permanecer en el poder. Shevardnadze, que aún no había consolidado su poder en Georgia, ignoró el gobierno autoritario de Abashidze e incluso apreció que aportara estabilidad a la región. El gobierno central en Tiflis tenía muy poca voz en lo que sucedía en Adjara. Las elecciones en Adjara no eran libres y justas, Abashidze controlaba los medios de comunicación y se apropiaba de los ingresos aduaneros para su enriquecimiento personal. Abashidze instituyó el control fronterizo con el resto de Georgia y creó grupos paramilitares armados. Sin embargo, afirmó que Adjara no era separatista. Adjara es la única región autónoma en el Cáucaso Meridional que no ha estado involucrada en un conflicto secesionista con el gobierno central desde la disolución de la Unión Soviética. Aunque los adjarios, un subgrupo de georgianos étnicos, adoptaron el islam durante los siglos de dominio imperial otomano sobre Adjara, lo que los diferenciaba del resto de las subetnias georgianas que se adhieren al cristianismo ortodoxo, los adjarios al mismo tiempo conservaron muchas similitudes culturales con los georgianos cristianos y nunca desarrollaron una "identidad adjaria" separada, permaneciendo aceptados dentro de la definición de nación georgiana. Esto proporcionó una base insuficiente para un fuerte movimiento nacionalista o excesivamente regionalista en Adjara.

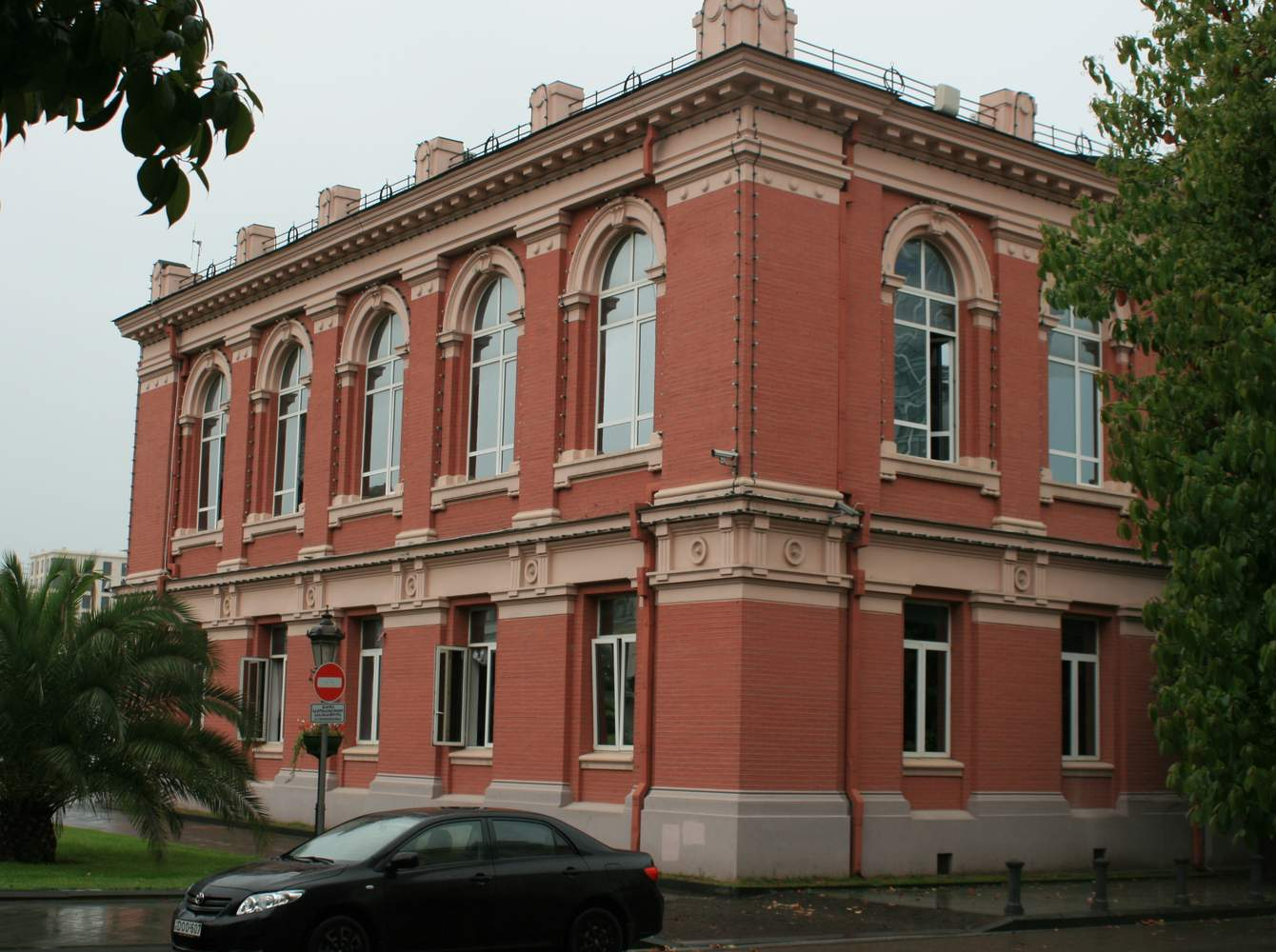
Corte Constitucional de Georgia. Desde 2007 tiene su sede en Batumi

El régimen de Abashidze sobrevivió gracias a los ingresos provenientes del control aduanero en Sarpi, en la frontera entre Georgia y Turquía; al contrabando de cigarrillos y, presuntamente, también de armas y narcóticos; a una refinería de petróleo en Batumi; y a la venta de barcos estacionados en Adjara sin la aprobación del gobierno georgiano. Aunque Shevardnadze se quejaba a menudo de la estrategia agresiva de autonomía de Abashidze, ambos mantenían buenas relaciones y se apoyaban mutuamente cuando necesitaban respaldo público. Inicialmente, la Unión Democrática para el Renacimiento de Abashidze y la Unión de Ciudadanos de Georgia de Shevardnadze colaboraban en el Parlamento georgiano y en el Consejo Supremo de Adjara tras las elecciones de 1995–1996. Sin embargo, tras una serie de disputas en 1997 sobre los límites del poder de Abashidze en Adjara y las deserciones de sus diputados hacia la UCG, Abashidze se distanció, convirtiéndose en opositor y formando un bloque anti-UCG que en las elecciones parlamentarias de 1999 obtuvo cerca del 25 % de los votos.
En el año 2000, Abashidze logró que Shevardnadze modificara la constitución georgiana para elevar el estatus de Adjara al retirar su candidatura presidencial. Entre 1997 y 2001, Abashidze impulsó varias enmiendas a la constitución adjarana para consolidar su poder, incluyendo la creación del cargo de Jefe de la República Autónoma de Adjara, elegido directamente y con autoridad sobre movimientos militares en el territorio. Fue electo en ese cargo en noviembre de 2001 como candidato único.

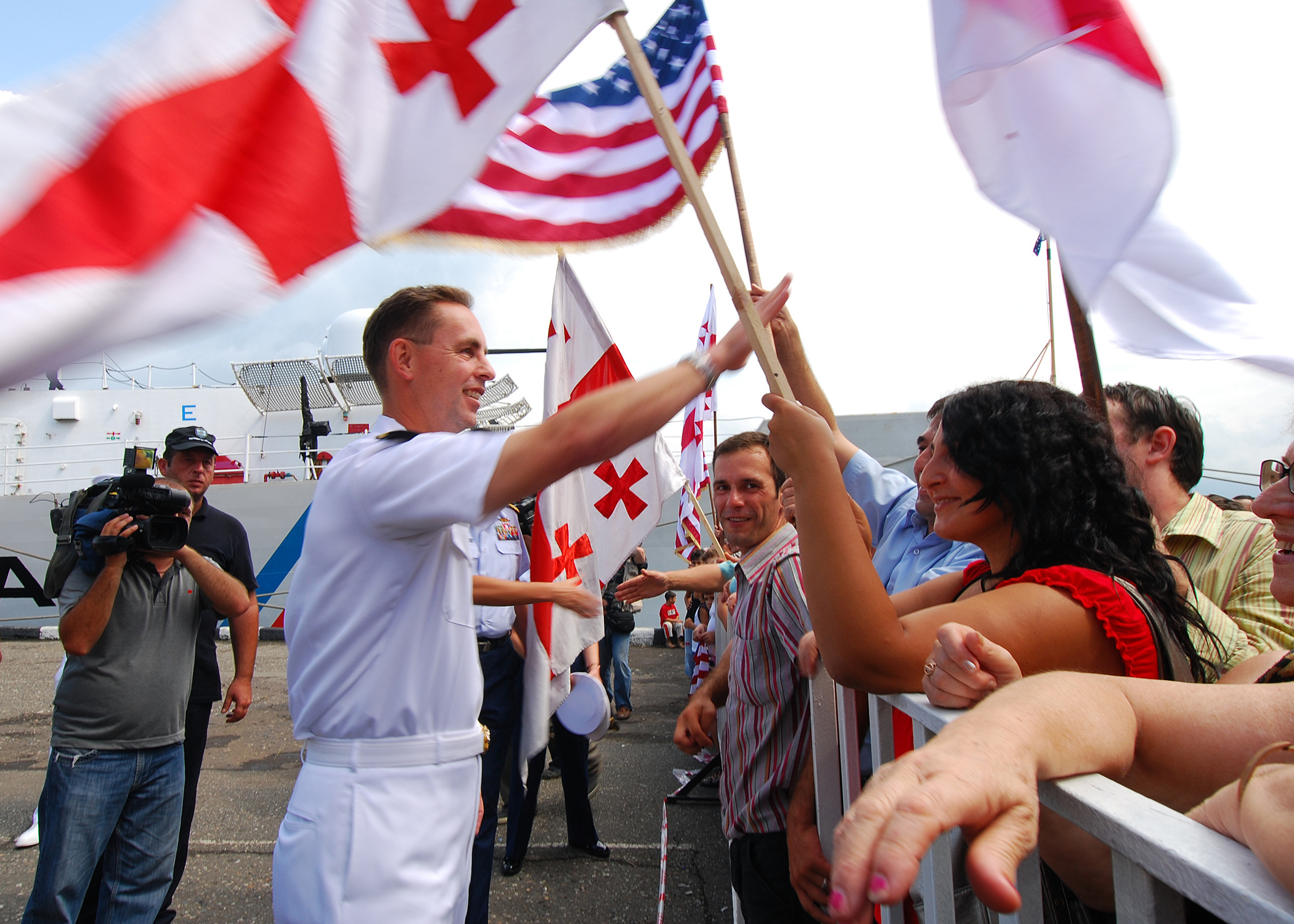
Visita de un Buque de la Armada de Estados Unidos a Batumi en 2008

La situación cambió tras la Revolución de las Rosas en 2003, cuando Shevardnadze fue depuesto en favor del líder opositor reformista Mikheil Saakashvili. Abashidze, en firme oposición a la Revolución de las Rosas, declaró el estado de emergencia inmediatamente después del derrocamiento de Shevardnadze el 23 de noviembre de 2003. Intensificó la represión contra la oposición, resultando en decenas de heridos tras enfrentamientos entre manifestantes y la policía en la localidad de Gonio, al sur de Adjara, en enero de 2004. Poco después de asumir la presidencia en enero de 2004, Saakashvili lanzó fuertes reformas anticorrupción dirigidas a Abashidze. 
Tras una visita de este último a Moscú, el Ministerio de Relaciones Exteriores de Rusia emitió el 20 de enero una declaración apoyando la política de Abashidze y condenando a sus opositores como “fuerzas extremistas”. En la primavera de 2004 estalló una grave crisis en Adjara cuando el gobierno central intentó recuperar su autoridad en la región, lo que provocó varios enfrentamientos entre los paramilitares de Abashidze y el ejército georgiano. Sin embargo, las protestas masivas organizadas por Saakashvili en Batumi contra el régimen autoritario de Abashidze llevaron a su renuncia en mayo de 2004. Enfrentando acusaciones de malversación de fondos y asesinato, Abashidze destruyó los puentes entre Adjara y el resto de Georgia para retrasar el avance de las tropas georgianas hacia Batumi y luego huyó a Moscú. Incluso su antiguo aliado, Haji Mahmud Kamashidze, se unió a Saakashvili. Este último buscaba mantener una autonomía significativa para Adjara, por lo que se introdujo una nueva ley para redefinir los términos de dicha autonomía. Levan Varshalomidze sucedió a Abashidze como jefe del gobierno.
En julio de 2007, la sede del Tribunal Constitucional de Georgia fue trasladada de Tiflis a Batumi. En noviembre de 2007, Rusia puso fin a su presencia militar de dos siglos en la región al retirarse de la 12.ª Base Militar (la antigua 145.ª División de Fusileros Motorizados) en Batumi.

## Política y Gobierno

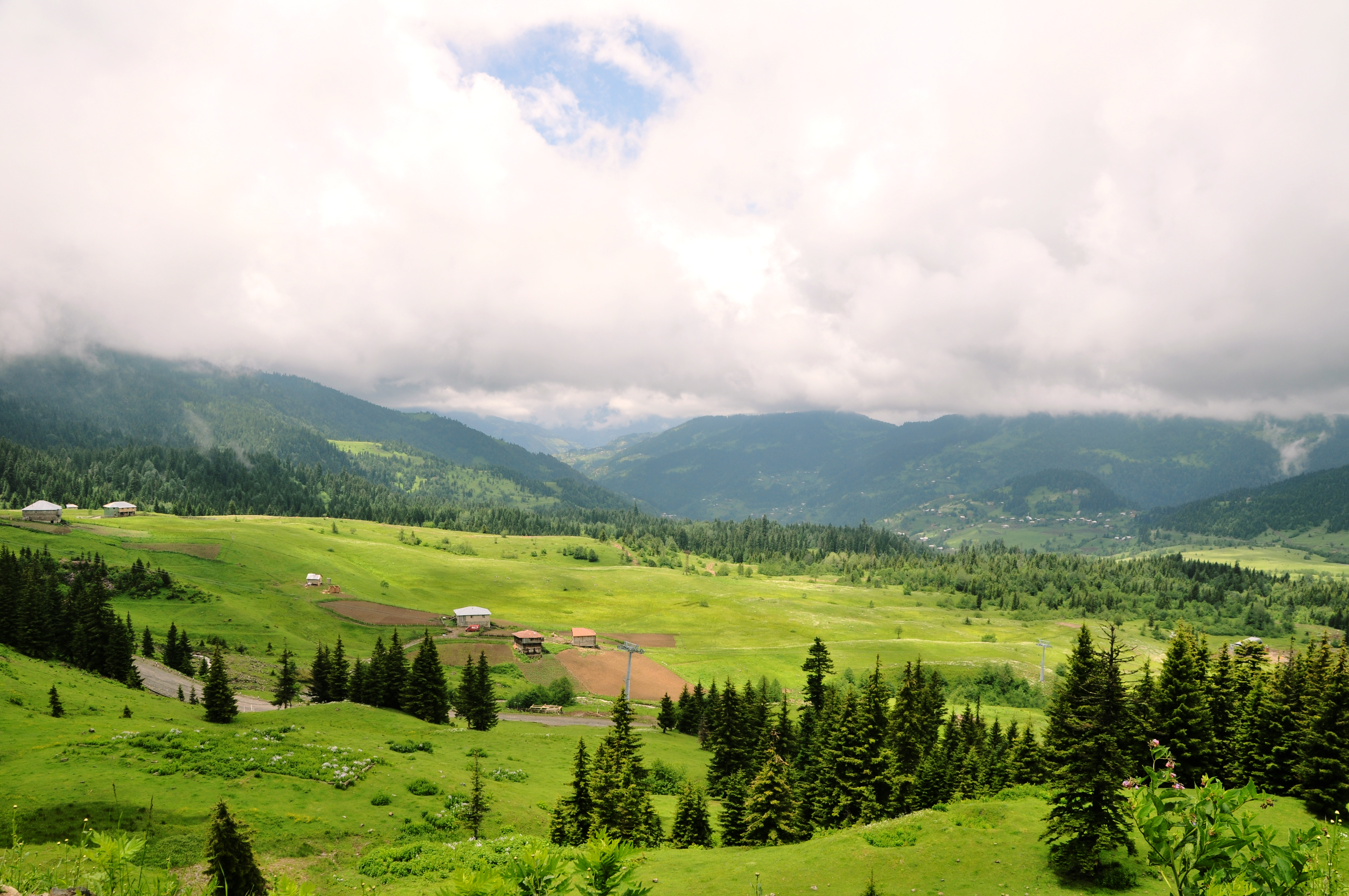
Paisaje Rural en el Municipio de Julo

El estatus de la República Autónoma de Ayaria está definido por la ley georgiana sobre Ayaria y por la nueva constitución de la región, adoptada tras el derrocamiento de Aslan Abashidze. El Consejo Supremo de Ayaria (Parlamento) consta de 30 miembros, elegidos por un periodo de 4 años. El cuerpo ejecutivo de la región (Consejo de Ministros) es nombrado por el presidente de Georgia, quien también tiene poderes para disolver la asamblea y el gobierno y para sobreponerse a las autoridades locales en los casos en que se contravenga la Constitución georgiana. 
El actual jefe del gobierno ayariano es Leván Varshalomidze.
Ayaria se subdivide en 6 municipios:

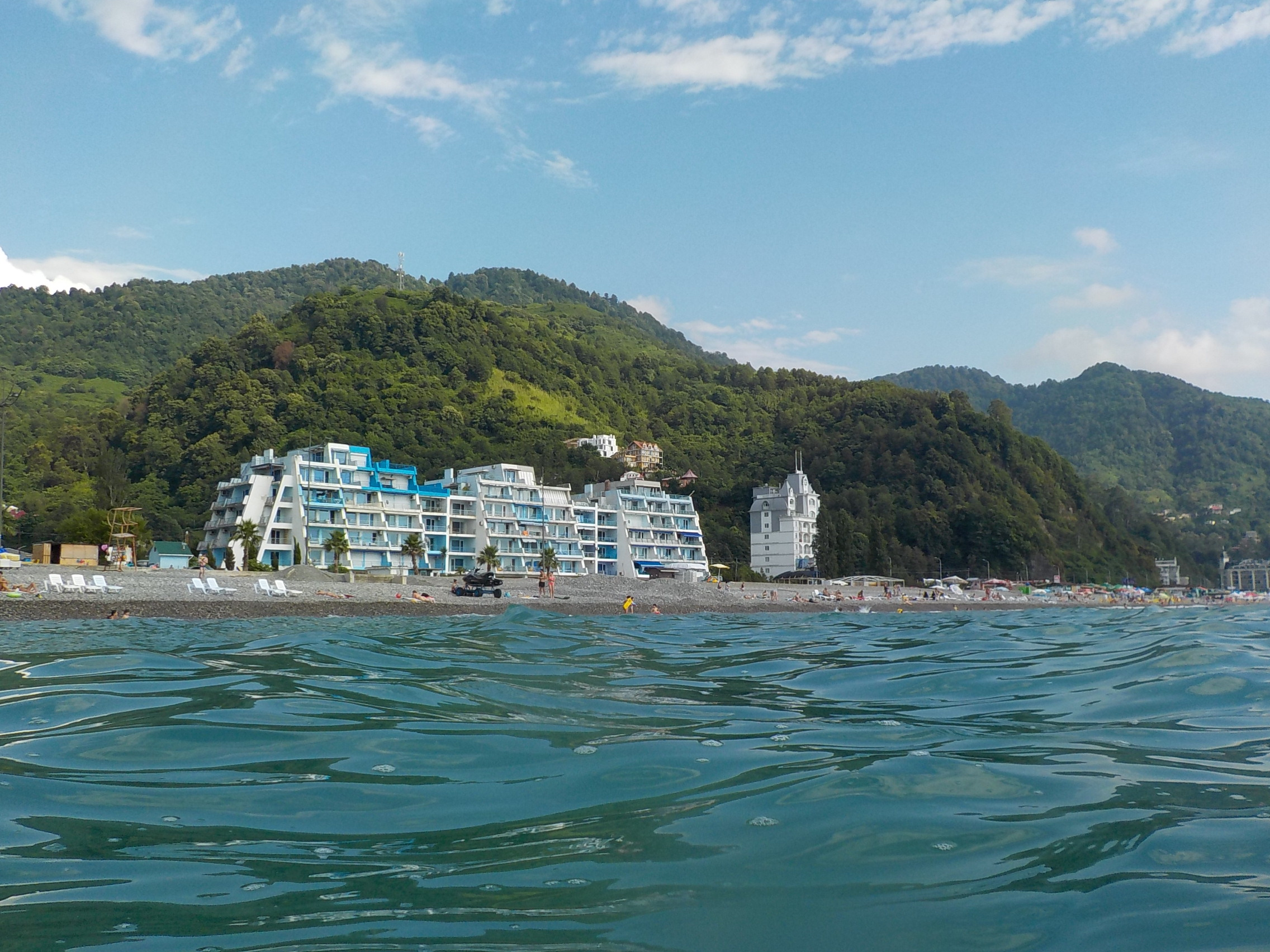
Playa de Gonio

1. Ciudad de Batumi
2. Municipio de Jelvachauri
3. Municipio de Julo
4. Playa de GonioMunicipio de Keda
5. Municipio de Kobuleti
6. Municipio de Shuajevi

## Geografía
Con sus 2.900 km², Adjara representa el 4,2% del territorio georgiano su superficie es comparable a la de Samoa o Luxemburgo. Situada al suroeste de Georgia, limita al oeste con el mar Negro, al sur con la frontera con Turquía, y al este y al norte con las regiones georgianas de Samtskhe-Javakheti y Guria.
A excepción de una estrecha llanura costera de 54 km de largo, una extensión de la depresión de Colchis, la mayor parte del territorio de Adjara está ocupada por la cadena montañosa del Pequeño Cáucaso, cuyo punto culminante alcanza los 3.007 m, y por su piedemonte. El bosque cubre 186.965 ha, lo que representa el 65% de la superficie de Adjara.

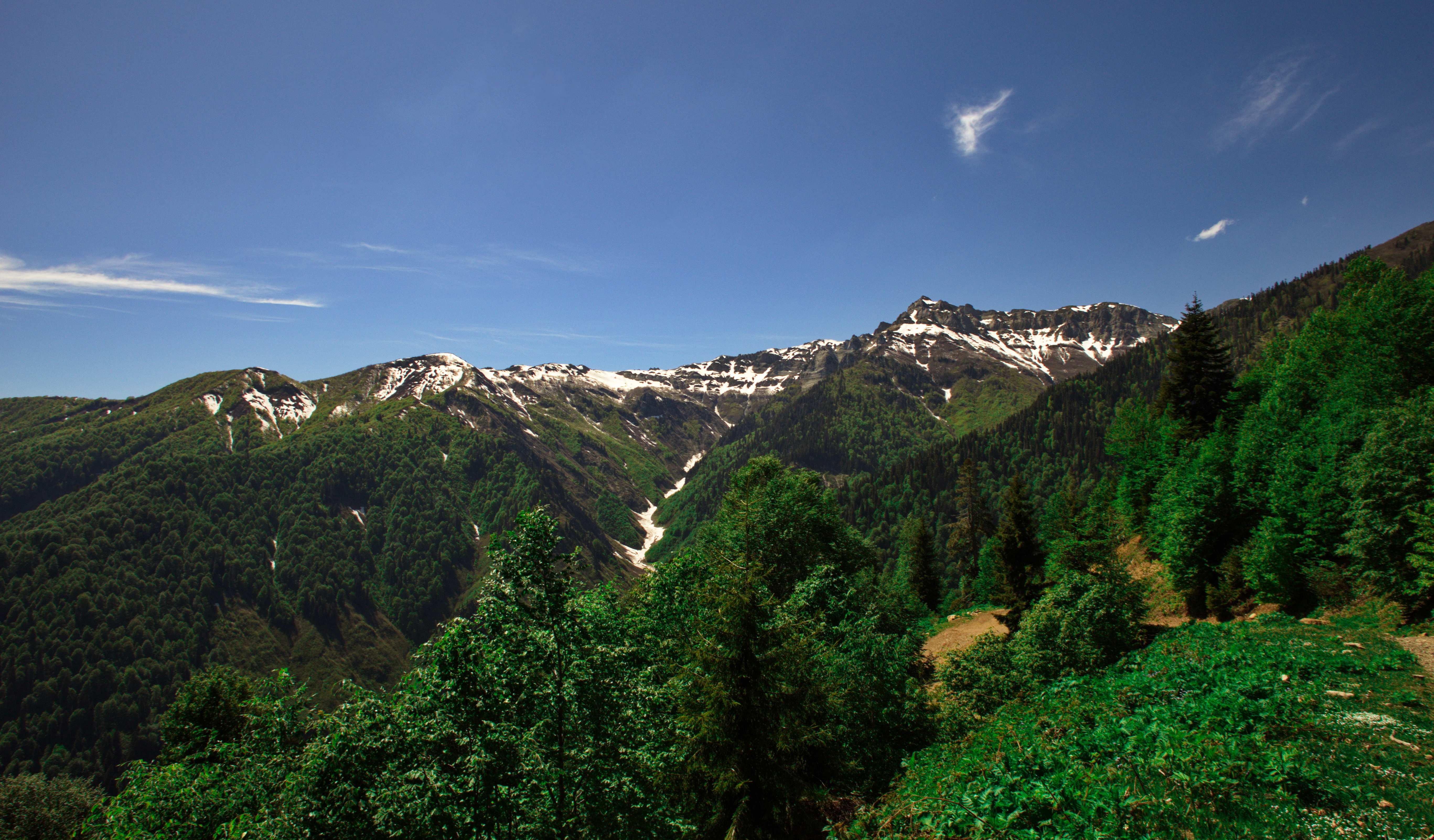
Monte Khino, Ayaria

Todos los cursos de agua de Adjara pertenecen a la cuenca del mar Negro. Al sur, el río Chorokhi (en georgiano, ჭოროხი), que entra en Georgia después de haber recorrido ya 400 km en Turquía, termina su curso allí después de solo 26 km, pero su afluente, el Acharaistskali (en georgiano, აჭარისწყალი), es el curso de agua más largo de Adjara. Al norte, el río Choloki (en georgiano, ჩოლოქი) marca el límite entre Guria y Adjara.

### Hidrografía
Todos los ríos de Adjara pertenecen a la cuenca del Mar Negro. El río con mayor caudal es el Chorokhi, cuya desembocadura se encuentra en Georgia (la longitud del cauce del río Chorokhi en el territorio de Adjara es de 26 km). También en el territorio de Adjara hay dos afluentes del río Chorokhi: el Adjaraistskali y el Machakhela. Los ríos Kintrishi, Chakvistskali y Korolistskali desembocan directamente en el Mar Negro. Los ríos de montaña de Adjara tienen un alto potencial hidroeléctrico (hasta 1.200 millones de kWh).

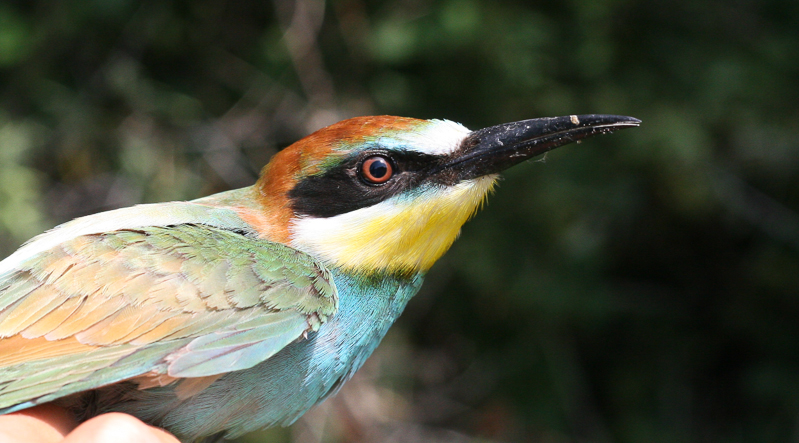
Abejaruco europeo (Meropidae) en el Delta de Chorokhi, Ayaria

### Flora y Fauna
La flora y fauna de Adjara son únicas y diversas. Las particularidades de la vida vegetal local están relacionadas con el hecho de que durante el período glacial, la Cólquida sirvió de refugio para las reliquias más antiguas. Al mismo tiempo, una parte significativa de las reliquias es de origen local de la Cólquida, y algunas de ellas son endémicas. 
La flora de Adjara cuenta con alrededor de 1.700 especies de plantas. De ellas, 41 especies están incluidas en el Libro Rojo de Georgia. Los bosques cubren un área de 186.965 ha, lo que representa el 65,1% de la superficie forestal, mientras que en toda Georgia este indicador es del 39,6%, en el mundo del 27%, y en la vecina Turquía del 11%. Más del 60% de los bosques se encuentran a una altitud superior a los 1.000 m sobre el nivel del mar. Predominan los bosques caducifolios (haya, roble) y coníferos (abeto, pino, pícea). Para la protección de la valiosa fauna de caza, comercial y útil, se ha establecido la Reserva de Kintrishi .

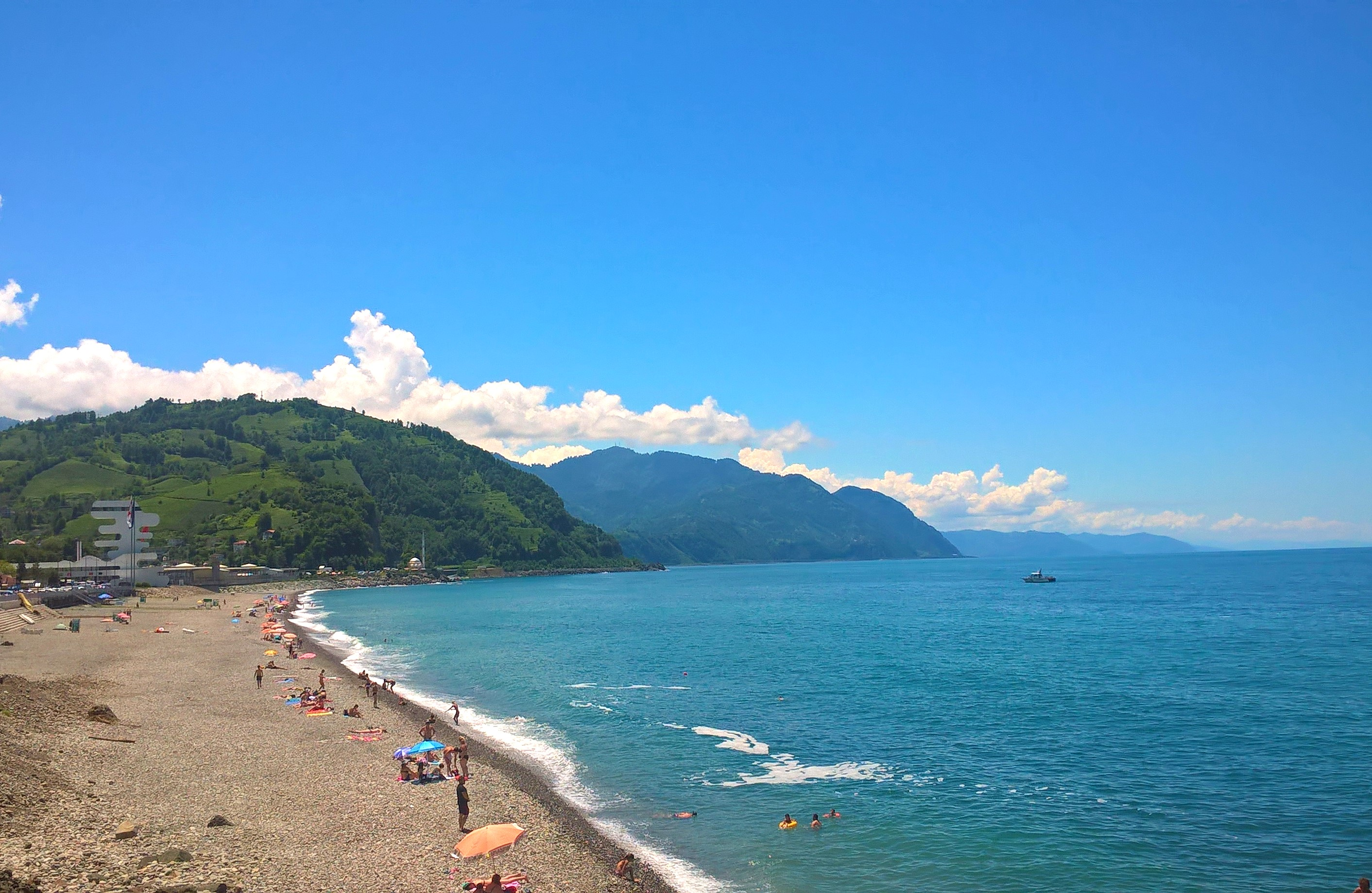
Turistas en la playa de Sarpi, Adjaria

## Economía
Adjara tiene tierras fértiles para el cultivo de té, frutas cítricas y tabaco. Montañosa y cubierta de bosques, la región posee un clima subtropical y cuenta con numerosos balnearios. Los principales cultivos son el tabaco, el té, las frutas cítricas y los aguacates; la cría de ganado también es importante. Entre sus industrias se incluyen el envasado de té, el procesamiento de tabaco, el enlatado de frutas y pescado, la refinación de petróleo y la construcción naval.
La capital regional, Batumi, es una puerta clave para el envío de mercancías hacia otras partes de Georgia, Azerbaiyán y Armenia, que no tiene salida al mar. El puerto de Batumi se utiliza para el transporte de petróleo proveniente de Kazajistán y Turkmenistán. Su refinería maneja el petróleo del Caspio que llega desde Azerbaiyán a través del oleoducto hasta el puerto de Supsa, y de allí es transportado por ferrocarril hasta Batumi. La capital adjariana es un centro de construcción naval y manufactura.
Adjara es el principal núcleo del turismo costero en Georgia, habiendo reemplazado a la provincia noroccidental de Abjasia desde la secesión de facto de esa región en 1993.

### Recursos Minerales
Los recursos minerales de Adjara son ricos y diversos: yacimientos de cobre y polimetales (Varaza, Obolo-Kanli-Kaia, Tskalbokela, Verkhnala, Veliburi, Vaio), que contienen elementos preciosos y raros; depósitos de materiales de construcción, piedras de colores y ornamentales, y aguas minerales y dulces. En la franja costera del Mar Negro, en el tramo Kobuleti – Choloki, hay arenas magnéticas. Entre las materias primas químicas cabe destacar la pirita de azufre y numerosas manifestaciones de alunita. Las rocas que se pueden utilizar para fines de construcción están ampliamente distribuidas. Se trata de varios tipos de rocas volcánicas e intrusivas: andesitas, basaltos, sienitas, dacitas y otras. Desde la antigüedad, las piedras naturales se han utilizado para la construcción eclesiástica y civil. En la plataforma del Mar Negro existen perspectivas de encontrar yacimientos de petróleo y gas. Se han descubierto varias estructuras prometedoras en el mar a profundidades de 50 a 1500 metros.

### Turismo

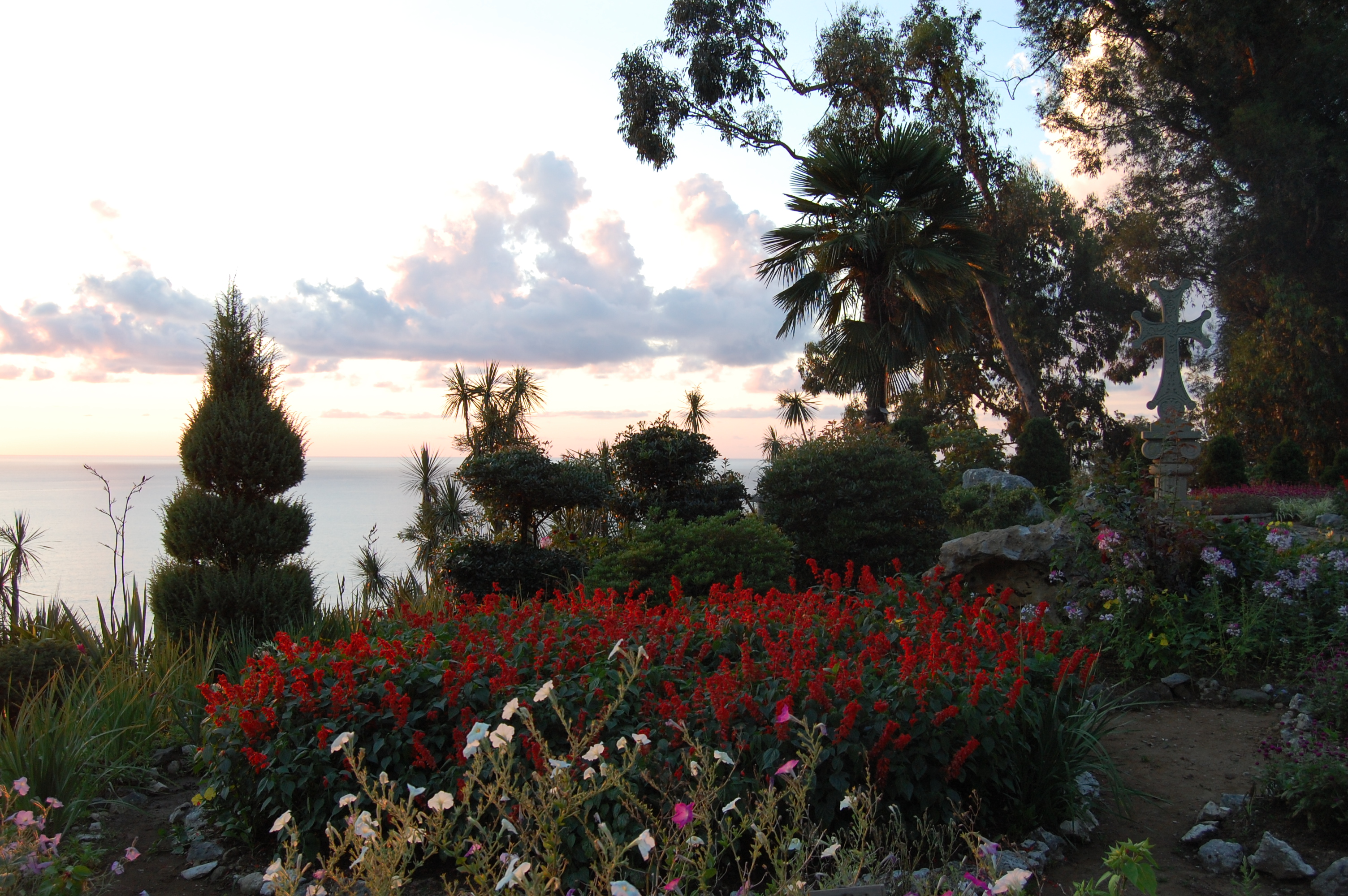
Jardín Botánico de Batumi

Se trata de una de las regiones más desarrolladas turísticamente de Georgia. En cuanto al turismo costero y las playas, los principales destinos son Kobuleti, Tsihisdziri, Çakvi, Mtsvane Kontshi, Mahincauri, Batumi, Gonio, Kvariati y Sarpi. Los valles de Kintrişi y Shalta están desarrollados para el ecoturismo. La ruta Batumi–Khelvachauri–Keda–Shuahevi–Zamleti–Shalta–Hihadziri–Thilvana–Hihani resulta atractiva para los ecoturistas.
La región posee una rica biodiversidad en flora y fauna. Las cascadas como Mahuntseti, Mirveti y Çiruhi aportan una atmósfera especial al turismo de naturaleza. También se organizan rutas de senderismo para montañistas entre Hino–Heknari–Zerabloseli–Çakvistavi y Hihadziri–Thilvana–el paso de Goderdzi.
El Jardín Botánico de Batumi es un sitio de gran interés por albergar especies vegetales raras a nivel mundial. Acara también merece una visita por sus restos de fortalezas, puentes, iglesias y monasterios.

## Demografía
Las relaciones interétnicas en la república son tranquilas, aunque en los años postsoviéticos se produjo una emigración masiva de la población al extranjero y la proporción de la población de habla rusa disminuyó.

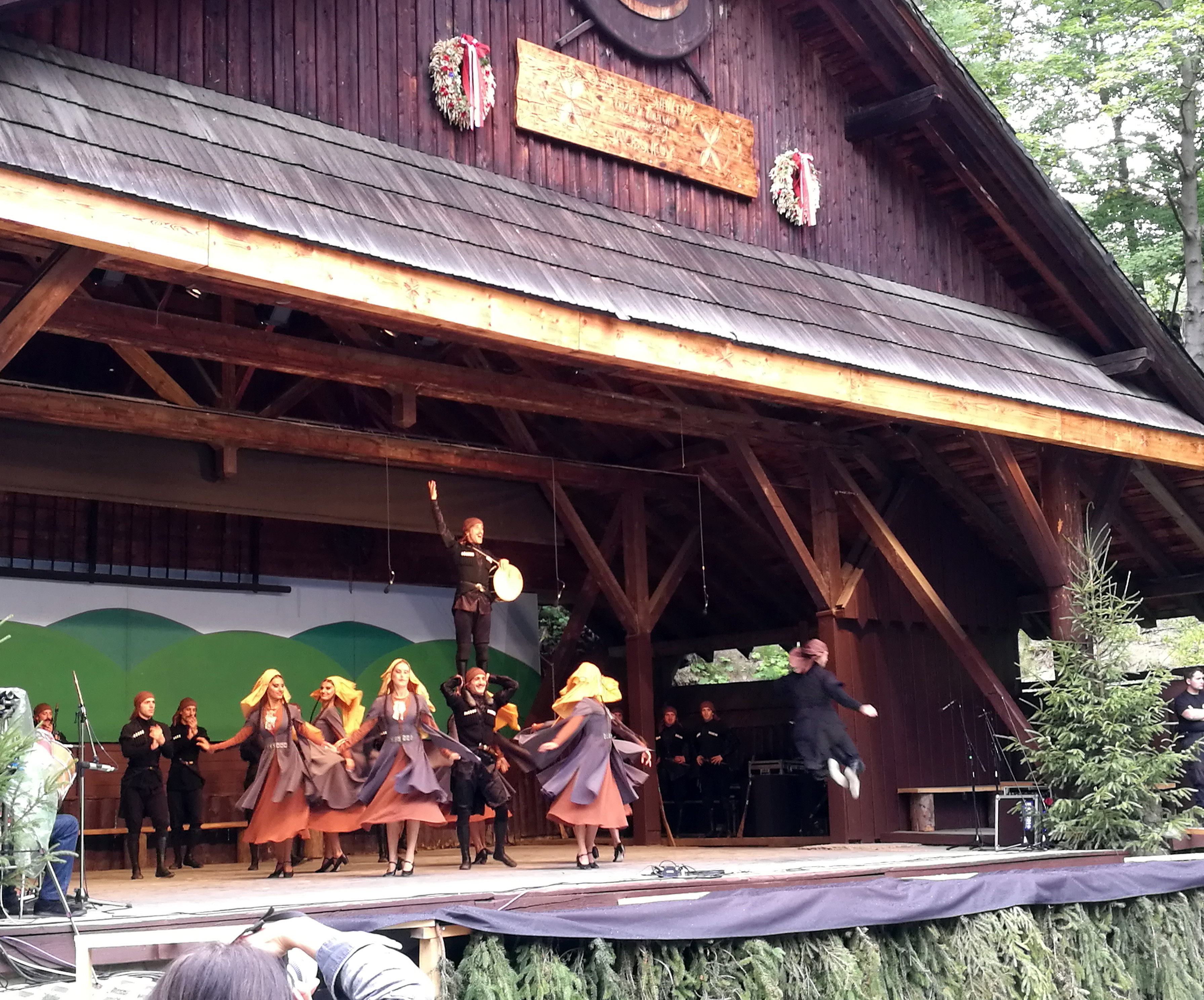
Un grupo de bailarines con una canción tradicional de Adjaria

Según el censo de 1989 los Georgianos eran 82,8 % los Rusos 7,7 % los Armenios 4,0 % y Otros 5,5 % 
Etnográficamente, los ajarios, como grupo étnico relativamente independiente, se formaron entre los siglos XV y XIX, sobre la base de georgianos islamizados, pero no completamente turquificados, del Imperio Otomano. La transición de Adjara a la jurisdicción del Imperio Ruso puso fin a este proceso de turquización. Hasta 1926, el término comúnmente aceptado para describir a los ajarios era "georgianos musulmanes". Durante el censo de población de 1926, el joven gobierno soviético en la república introdujo por primera vez el término "ajarios" para describir a los georgianos musulmanes locales, contando 71.498 ajarios. 
Dado que el principal indicador de la nacionalidad ajaria era la religión (el islam), y el gobierno soviético entre 1939 y 1989 se adhirió oficialmente a una política de secularización y/o ateísmo, no se recopilaron datos sobre los ajarios. Se les clasificaba oficialmente como georgianos, aunque por un acuerdo con Turquía, Adjara obtuvo formalmente un estatus autónomo con capital en Batumi, que se mantuvo durante todo el período soviético y postsoviético. En la Georgia independiente, los ajarios siguen siendo clasificados como georgianos y constituyen el 96,0 % de la población de la república de Adjara (333 mil personas), donde la minoría étnica más grande son los armenios (1,6 % o 5,5 mil) y los rusos (1,1 % o 3,7 mil). Históricamente, los contactos interétnicos de los ajarios con armenios, griegos (especialmente pónticos) y demás fueron significativos. Los datos sobre la afiliación religiosa de los ajarios se determinaban anteriormente mediante encuestas públicas; solo en el censo de 2002 se establecieron cifras exactas.

En las zonas altas de la región, cerca de la frontera con Turquía, hay algunas aldeas donde, además de georgiano, también se habla aún turco. El idioma oficial escrito y de educación es el georgiano. Los ajarios no han sido considerados una comunidad con una identidad étnica separada de los georgianos desde la década de 1930. Hasta esa fecha, se les registraba como una comunidad separada. 

Catedral de la Santísima Virgen María en Batumi

### Religión
El cristianismo se extendió a Ayaria en el siglo I.  Se cree que Andrés el Apóstol, un misionero de la Madre de Dios en Georgia y fundador de la Iglesia Ortodoxa Georgiana, entró en Georgia desde la región de Ayaria y predicó el cristianismo allí por primera vez. Después de que Ayaria fuera cedida al Imperio Ruso en 1878 bajo el Tratado de Berlín, a aquellos ayarianos que eran musulmanes se les permitió partir hacia Turquía.  Si bien las autoridades rusas apoyaron los esfuerzos misioneros de la Iglesia Ortodoxa Rusa, también intentaron ganarse la lealtad de los ayarianos construyendo mezquitas y madrazas y apoyando al clero musulmán local.  Como resultado, algunos emigrantes ayarianos, llamados Muhacir, regresaron a Ayaria. A esto le siguió una afluencia de cristianos de Kakheti, lo que resultó en un cambio en el panorama religioso.
Aunque la autonomía política y religiosa de Ayaria fue garantizada por el Tratado de Kars de 1921, la ideología atea soviética desincentivó la práctica religiosa en la región. 
El colapso de la Unión Soviética y el restablecimiento de la independencia de Georgia llevaron primero a un resurgimiento islámico. Sin embargo, posteriormente el cristianismo ha experimentado un fuerte crecimiento en Ayaria, especialmente entre los jóvenes. No obstante, todavía quedan comunidades musulmanas sunitas en Ayaria, principalmente en el distrito de Khulo.  

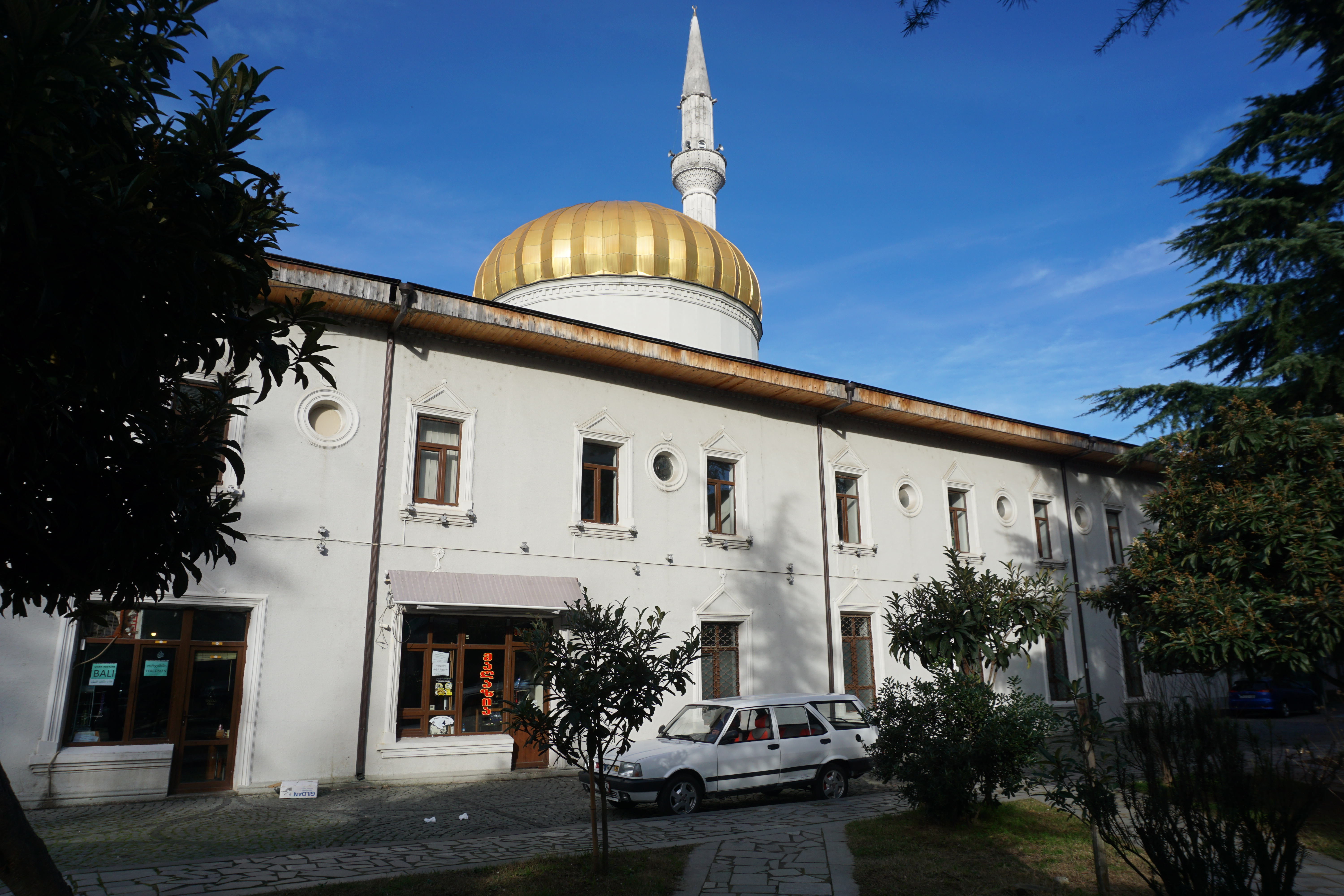
Mezquita Central de Batumi

La Dirección Turca de Asuntos Religiosos está activa en Ayaria. Según Ghia Nodia, muchos ayarianos son musulmanes pero se consideran georgianos étnicos. Según el censo de 2014, el 54.5% de la población de Ayaria es cristiana ortodoxa, mientras que el 39.8% es musulmana; el resto incluye ateos, adherentes de la Iglesia Apostólica Armenia y otros. En la ciudad principal, Batumi, de 152,839 habitantes, el 68.7% es cristiano ortodoxo oriental, y principalmente se adhieren a la Iglesia Ortodoxa Georgiana nacional.
Los musulmanes constituyen el 25.3% de la población, mientras que también hay comunidades católicas, apostólicas armenias, testigos de Jehová, adventistas del séptimo día y judías. En el segundo municipio más grande, Kobuleti, el 65.1% de la población es cristiana ortodoxa, mientras que el 28.8% es musulmana. Los musulmanes constituyen la mayoría principalmente en los distritos montañosos, representan el 94.6% de la población en el municipio de Khulo, el 74.4% en el municipio de Shuakhevi, el 62.1% en el municipio de Keda y el 56.3% en el municipio de Khelvachauri.

## Cultura

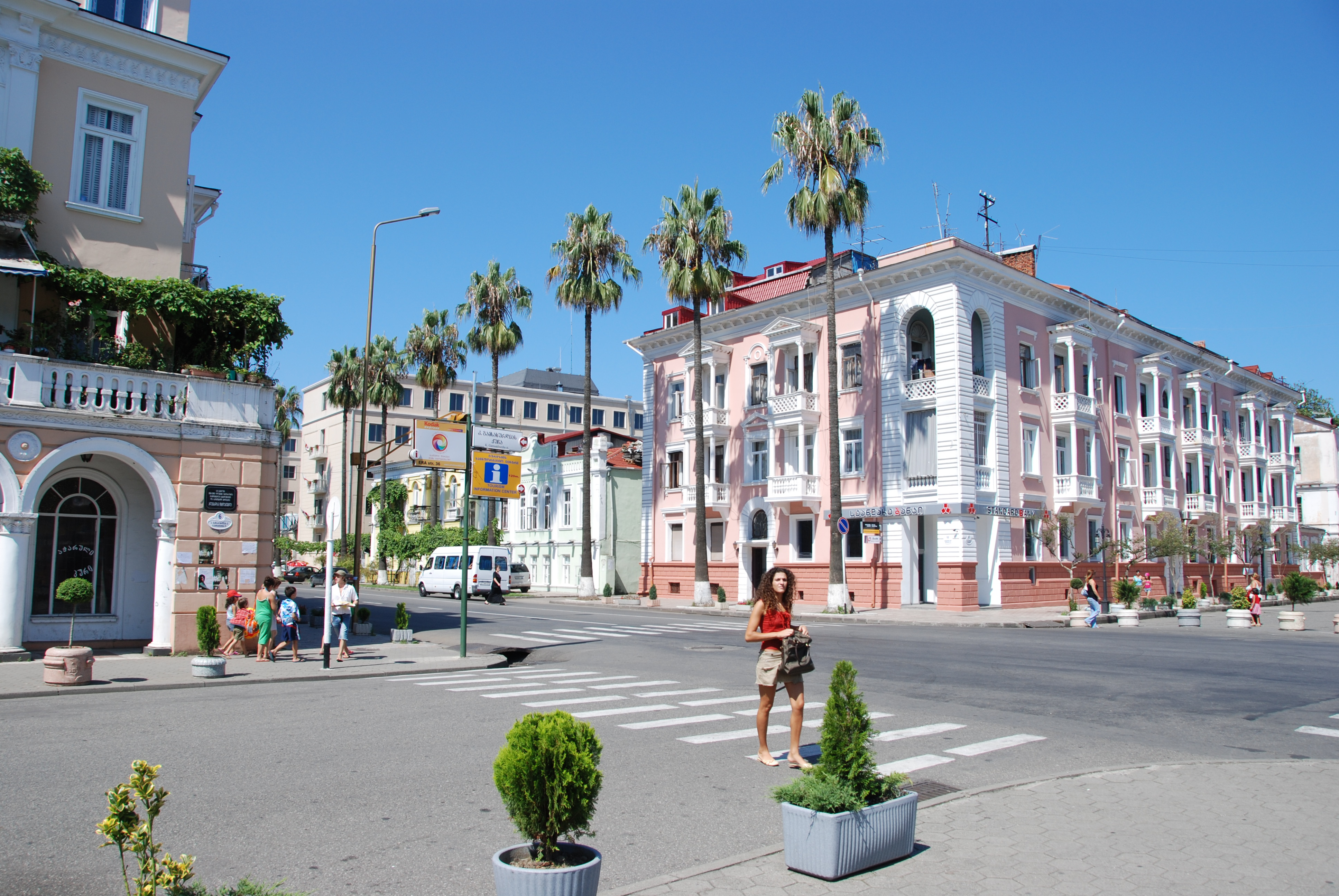
Vista de la capital, Batumi

En "Axal Bulvarshi" se encuentra la escultura creada por la artista georgiana Tamar Kvesitadze (თამარ კვესიტაძე). En un principio esta escultura fue llamada "Man and Woman", pero después de que se decidiera instalarla en Batumi, la obra de arte adquirió los nombres de "Ali y Nino" (ალი და ნინო), dos héroes de un libro de Kurban Said, en el que se cuenta la historia de amor de un joven azerbaiyano que se enamora de una princesa georgiana pero que poco después muere en acto de defensa por su país.
En una exhibición en Londres se expuso una versión a pequeña escala de la escultura de "Ali y Nino", antes de que la artista se decidiera a construirla a gran escala para la ciudad de Batumi. Pasaron 10 meses hasta que la construcción finalizó.
La escultura de acero, de más de 3 metros de altura y 7 toneladas de peso, representa las siluetas de un hombre y una mujer en la costa del Mar Negro de Georgia. Las figuras interactúan en intervalos de 8 a 10 minutos cada día desde las 19:00 horas, desplazándose la una hacia la otra hasta fusionarse en una sola pieza. 
La escultura fue presentada en el pabellón georgiano de la 52.ª edición de la Bienal de Venecia en el año 2007.

### Monumentos
En el territorio de la república autónoma se encuentran numerosos monumentos naturales, arquitectónicos y culturales:
- Fortalezas: Fortaleza de Petra, Fortaleza de Tamar, Fortaleza de Gonio, Fortaleza de Khirkhata, Fortaleza de Begoshvilebi, Fortaleza de Tsivasula, Fortaleza de Sagoreti, Fortaleza de Gulebi, Fortaleza de Takidzeebi, Fortaleza de Kaviani, Fortaleza de Chvani, Fuerte de Okropilauri, Fortaleza de Mtisubani, Varditsikhe, Fortaleza de Chkhutuneti, Fortaleza de Korolistskali, Torre de Alambari, Muralla de Nigazeuli.La Iglesia de Sarpi

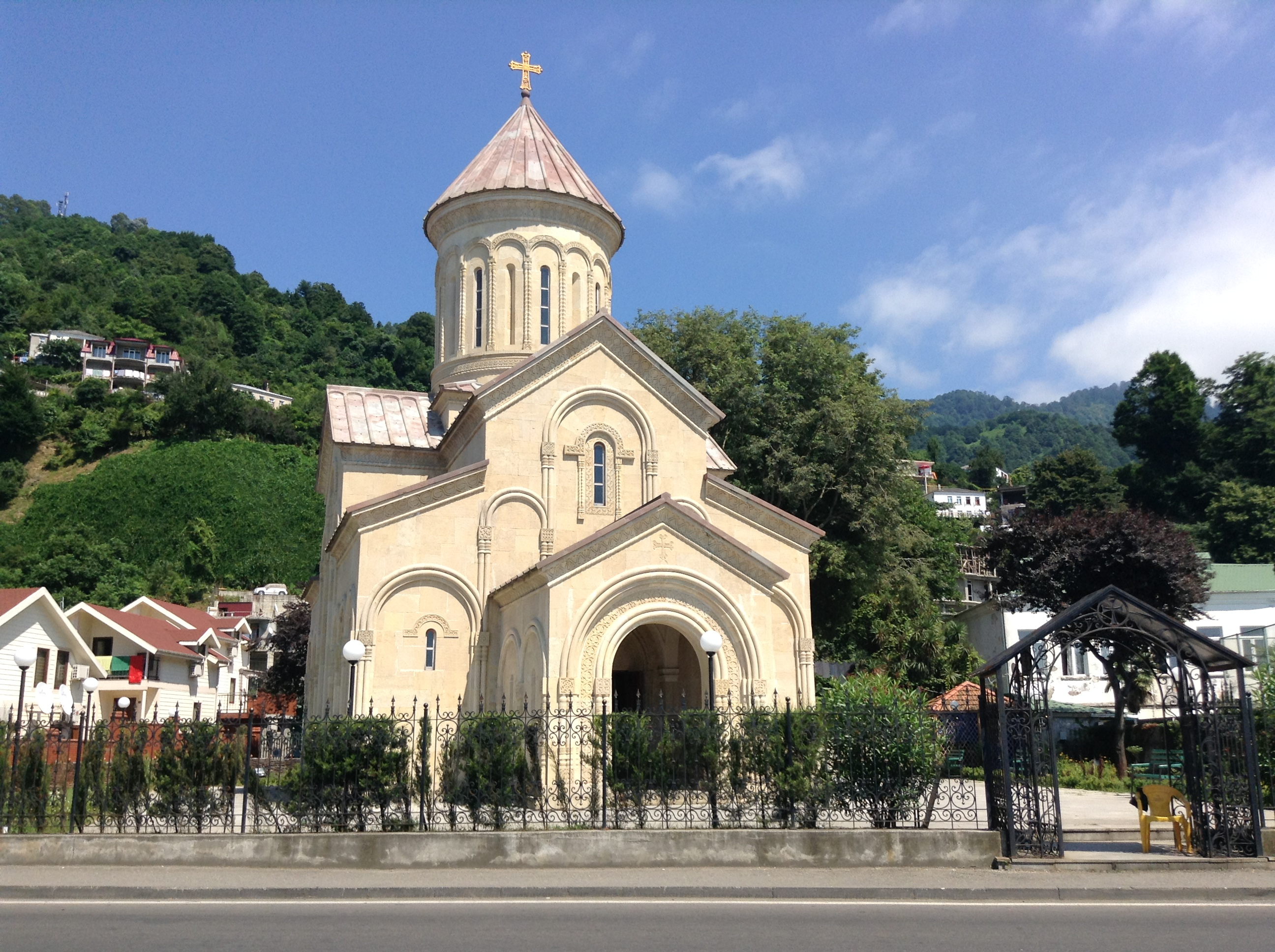
La Iglesia de Sarpi

- Iglesias: Iglesia de Skhalta, Nasakdrali de Vanadzeebi, Iglesia de Vernebi, Iglesia de Tkhilvani, Iglesia de Tskhmorisi, Iglesia de Kvakhidi Seris, Iglesia de la Ascensión de Tskhrafoni, Iglesia de Tetrosani, Arcángel de Kakuti, Catedral de Khino.
- Mezquitas: Mezquita de Ahmed Pasha, Mezquita de Mufti, Mezquita de Zie, Mezquita Orta Jame.
- Puentes: Puente de Makho, Puente de Makhunseti, Puente de Dandalo, Puente de Furtio, Puente de Mitsi, Puente de Tskhemlara, Puente de Chkhera, Puente de Zvaria, Puente de Basrimeli, Puente de Tskhemvani, Puente de Chamakhisuri, Puente de Chvani.
- Jardín Botánico de Batumi